# Dohrniphora indiae
Dohrniphora indiae är en tvåvingeart som beskrevs av Ronald Henry Lambert Disney 2001. Dohrniphora indiae ingår i släktet Dohrniphora och familjen puckelflugor. Inga underarter finns listade i Catalogue of Life.